# Neil Ross
Neil David Ross (ur. 31 grudnia 1944 w Londynie) – brytyjski aktor głosowy i dubbingowy.

## Filmografia
- 1984: Voltron – obrońca wszechświata
- 1985: Kapitan Czytalski
- 1985: Zapasy z Hulkiem Hoganem
- 1986: The Transformers: The Movie
- 1986: Kissyfur
- 1987: Interkosmos
- 1987: Bionic Six
- 1987: Jeździec srebrnej szabli
- 1987: Wizjonersi: Rycerze Światła
- 1989: Gwiezdny Królewicz
- 1989: Przygody małego Nemo w krainie snów
- 1991: Pan Boguś
- 1992: Dolina paproci
- 1994: Troll w Nowym Jorku
- 1998: Voltron – trzeci wymiar
- 1999: Scooby Doo i duch czarownicy
- 2000: Scooby Doo i najeźdźcy z kosmosu
- 2000: Czerwona Planeta
- 2008: Dragonlance: Smoki schyłku jesieni